# Junior Pelesasa

a Compétitions nationales et continentales officielles uniquement.

Dernière mise à jour le 13 juillet 2015.
Senio Junior Pelesasa, né le 17 octobre 1980, est un joueur australien de rugby à XV qui joue au poste de centre. Il joue depuis 2009 avec le club du SU Agen.

## Carrière
- 2000-2005 : Queensland Reds (Super 12)
- 2005-2009 : Western Force (Super 14)
- 2009-2015 : SU Agen (Pro D2) puis (Top 14)
- 2015 : Arrêt